# هری گواز
هری گواز (انگلیسی: Harry Goaz؛ زادهٔ ۲۷ دسامبر ۱۹۶۰) یک هنرپیشه اهل ایالات متحده آمریکا است. وی از سال ۱۹۹۰ میلادی تاکنون مشغول فعالیت بوده‌است. 
از فیلم‌ها یا برنامه‌های تلویزیونی که وی در آن نقش داشته است می‌توان به توئین پیکس: با من بر آتش برو و زیر اشاره کرد.